# رود کاشان
رود کاشان (انگلیسی: Kashan) شاخه چپ رود مرغاب در کشورهای آسیای مرکزی افغانستان و ترکمنستان است.

## تاریخچه
رودخانه کاشان در شمال غربی سلسله سفید کوه (نام باستانی: پاروپامیسوس) به ولایت بادغیس در شمال غربی افغانستان می ریزد. از شمال به ترکمنستان می‌ریزد و به رود مرغاب نزدیک تخته‌بازار می‌‌ریزد.